# یدالله اکبری
یدالله اکبری (زاده ۱۳۵۳ در اردبیل) بازیکن فوتبال اهل ایران، عضو پیشین تیم ملی ایران و باشگاه استقلال تهران است که علاوه بر این سابقه بازی در باشگاه‌های لیگ برتری پاس همدان، صبای قم، استقلال اهواز و سایپا را در کارنامه ورزشی خود دارد.